# Hoeve Lahrhof

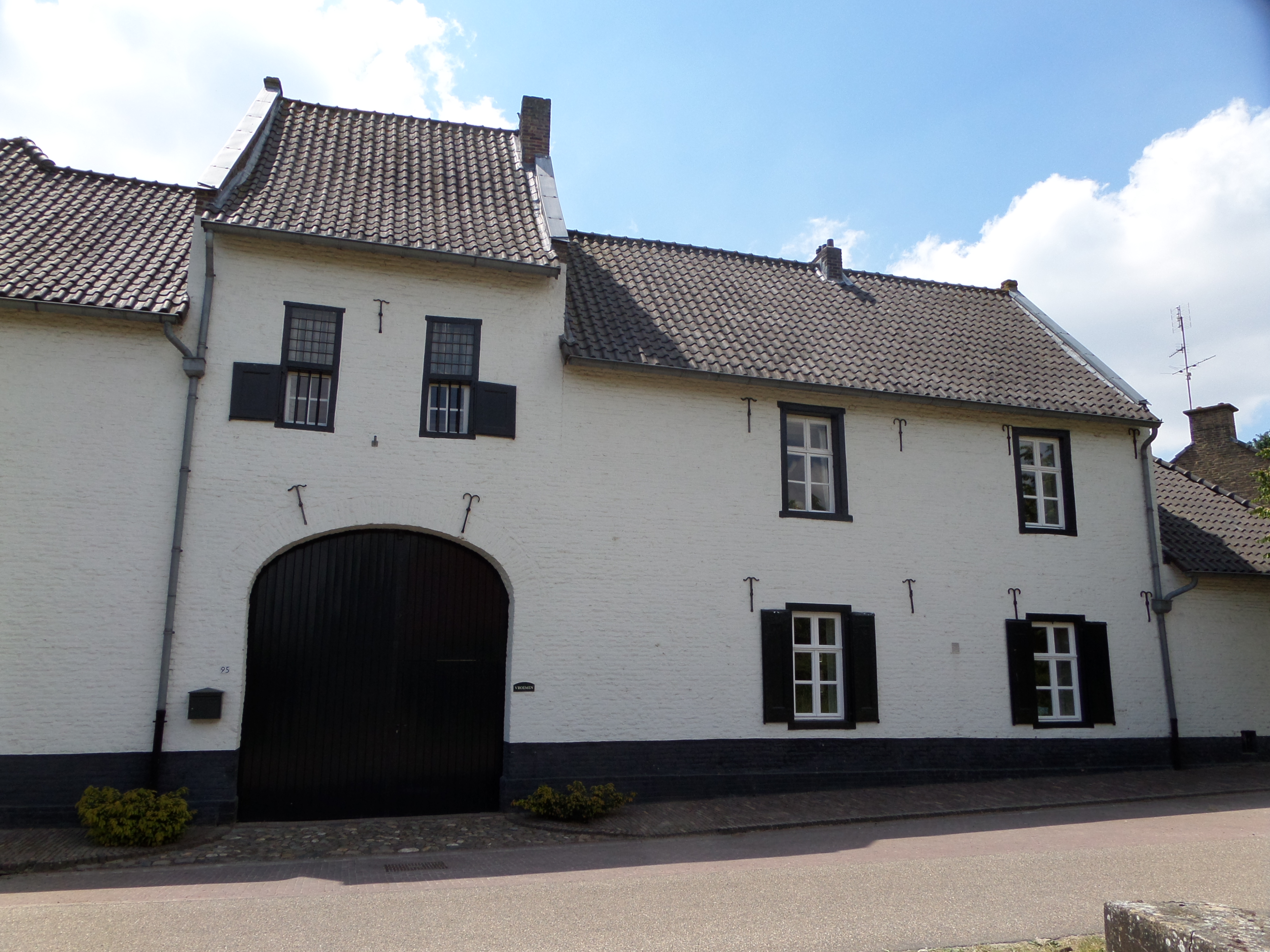
Poortpaviljoen

Hoeve Lahrhof, ook wel de Lahrhoeve genoemd, is een carréboerderij aan de zuidoostelijke rand van de Nederlandse stad Sittard. Het bouwwerk ligt aan de voet van de Kollenberg en nabij de woonbuurt Lahrhof, die haar naam aan deze hoeve ontleent. Het originele bouwjaar van de hoeve is onbekend, maar de oudst bekende vermelding dateert van halverwege de vijftiende eeuw. Het huidige bouwwerk stamt, getuige de muurankers op de gevel, voor een groot deel uit 1760, met oudere gedeelten die bouwsporen vertonen uit waarschijnlijk de zeventiende eeuw. De hoeve is naderhand nog meerdere malen uitgebreid en verbouwd geweest. Het gehele complex is aangewezen als rijksmonument.

## Geschiedenis
In de middeleeuwen was de Lahrhof, toen Huis Lahr, een leengoed van Kasteel Born en werd eeuwenlang bewoond door verschillende adellijke families, waaronder de familie Behr de Laer. De hoeve werd oorspronkelijk omsloten door een gracht, waarvan de contouren nog gedeeltelijk zichtbaar zijn. In de negentiende eeuw is het bouwwerk gesplitst geworden in twee hoeven, maar bij een renovatie in 1986 zijn deze herenigd. Het complex is thans in het bezit van de Weldadige Stichting Jan de Limpens.
Van 1817 tot 1942 lag de hoeve op grondgebied van de toenmalige gemeente Broeksittard.

## Beschrijving
De Lahrhof is een uit baksteen opgetrokken, deels wit geschilderd, carrévormig complex. Het oostelijke gedeelte is het oudst en wordt met name gekenmerkt door het hoge poortpaviljoen met een tweede bouwlaag daarbovenop. Het westelijk gedeelte is recenter en bestaat uit een lager poortpaviljoen met kruiskozijnen uit 1760 en een nog recenter woonhuis.

## Fotogalerij

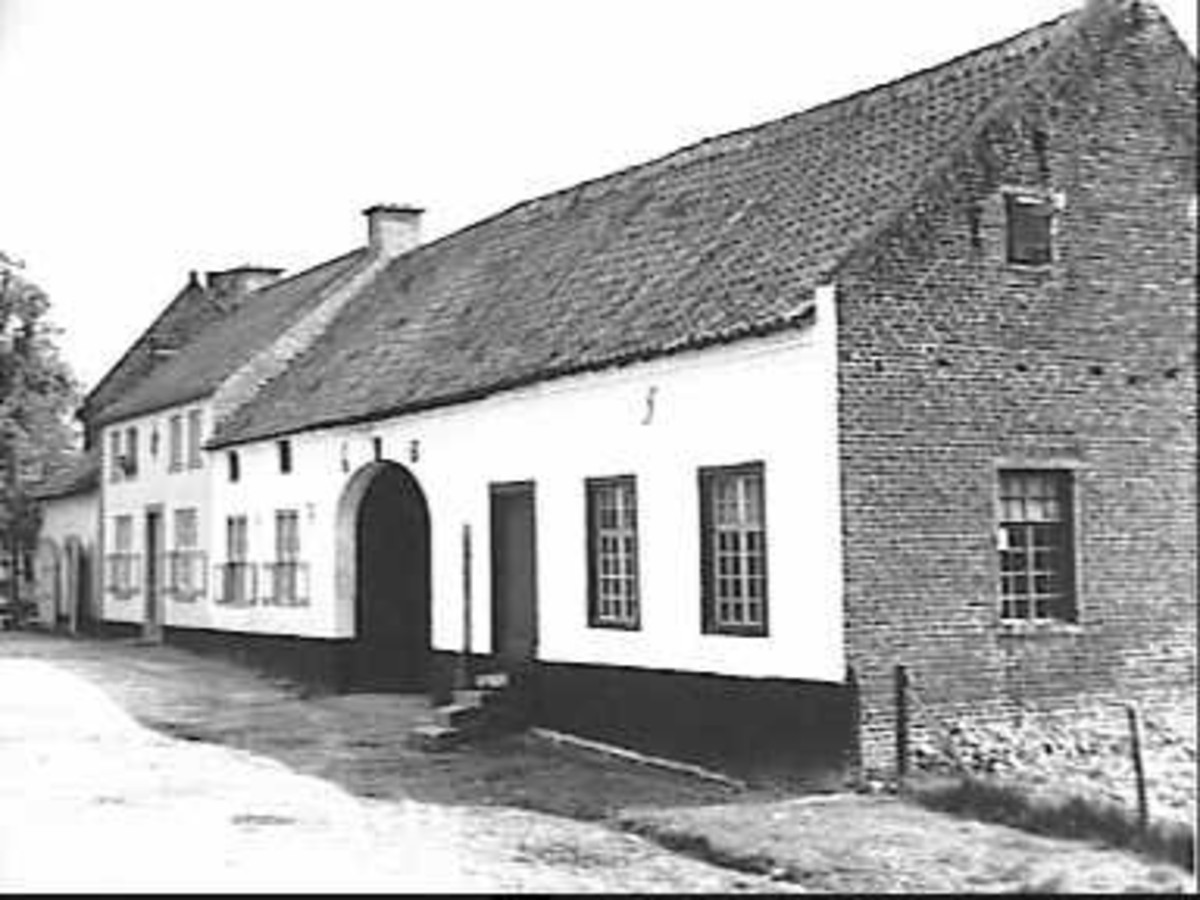
De hoeve in 1963
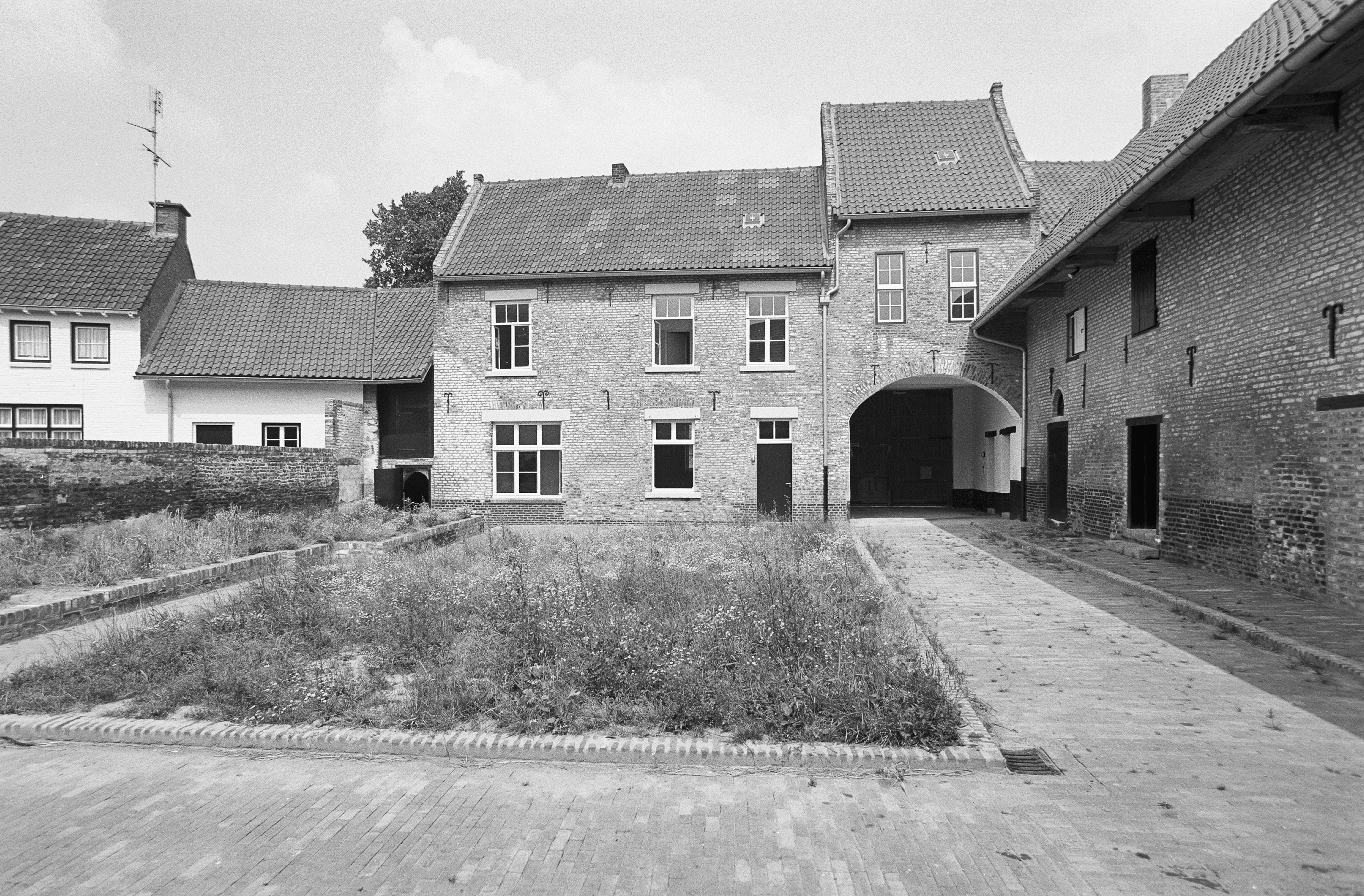
Binnenplaats
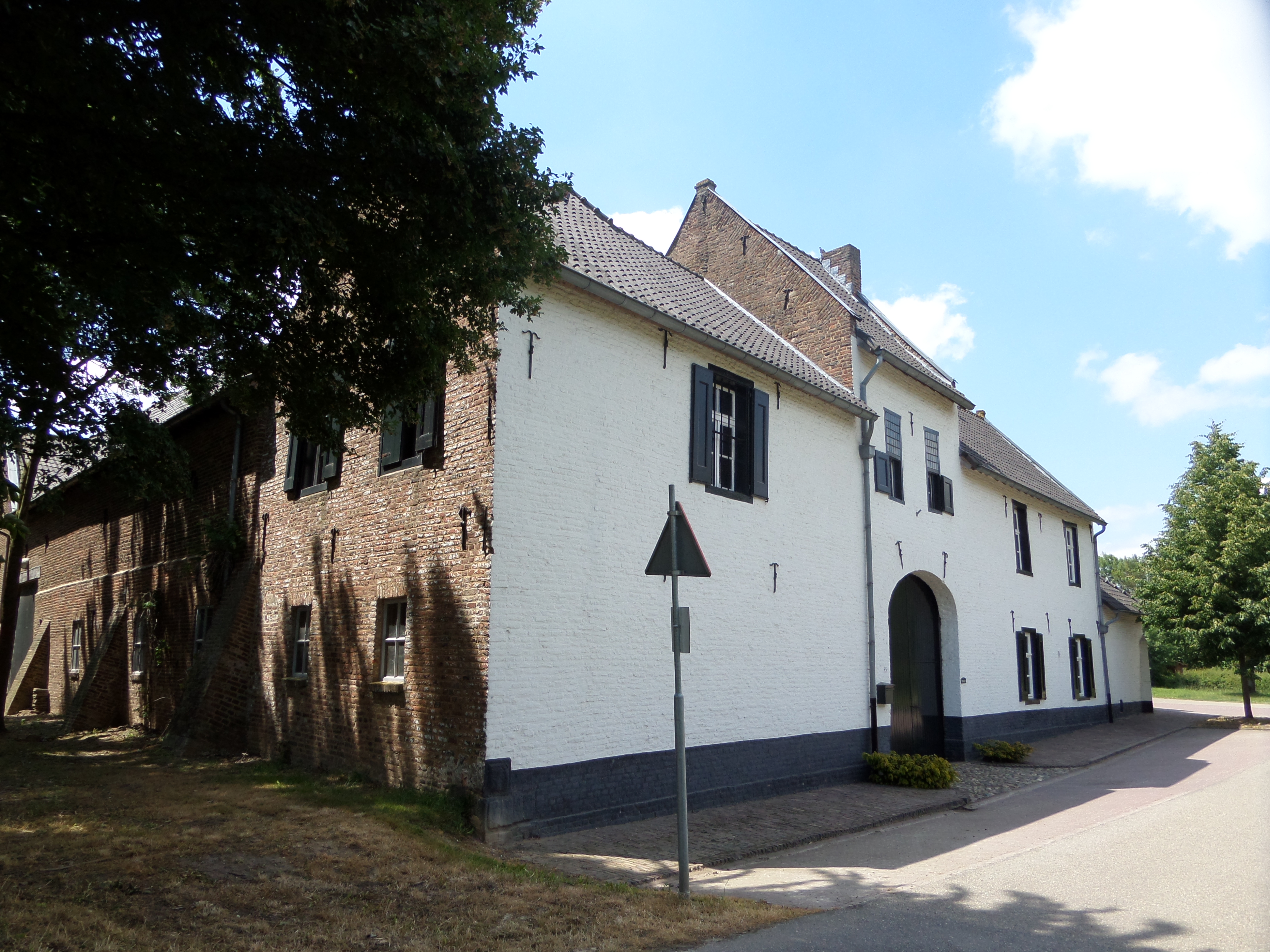
De hoeve vanuit het oosten gezien